# Мезохижак

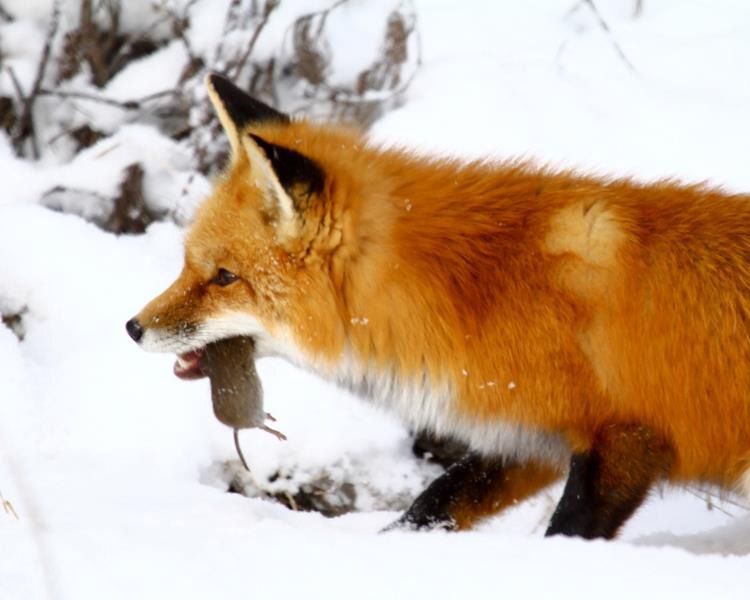
Лисиця руда (Vulpes vulpes) поїдає гризуна — приклад мезохижака

Мезохижак — це тварина, раціон якої на 50–70% складається з м'яса, а решта складається з нехребетних продуктів, які можуть включати комах, гриби, фрукти, інші рослинні матеріали та будь-яку доступну їжу. Мезохижаки належать до великої групи м'ясоїдних ссавців і варіюються від малих до середніх розмірів, які важать менше п'ятнадцяти кілограмів. Мезохижаки нині зустрічаються серед Canidae (койоти, лисиці), Viverridae (цивети), Mustelidae (куниці, тайра), Procyonidae (котофредка, ракун), Mephitidae (скунси) і Herpestidae (деякі мангусти). Лисиця руда, зокрема, є найпоширенішою з мезохижих тварин у Європі та має високу щільність популяції в районах її проживання.
У Північній Америці деяким мезохижакам загрожує надмірне полювання заради їх шкір. Це призвело до зусиль, спрямованих на захист і збереження мезохижих тварин у цьому регіоні, які наразі були в основному успішними. Ці тварини відіграють важливу роль у функціонуванні та системі екосистеми після усунення вершинних хижаків.
Американський інститут біологічних наук стверджує, що завдяки тому факту, що мезохижаки менші за великих м’ясоїдних тварин, вони більш численні, а тому мають різноманіття видів мезохижаків. Мезохижаки відрізняються своєю поведінкою та екологією порівняно з великими м’ясоїдними тваринами: від замкнутих до дуже соціальних. Їхня різноманітність і невеликі розміри дозволяють їм процвітати в більш різноманітних середовищах існування, ніж більші м’ясоїдні тварини. Популяція цих менших м’ясоїдних також збільшується, коли кількість більших м’ясоїдних зменшується. Це відоме як «вивільнення мезохижаків». За даними Служби національних парків, «вивільнення мезохижаків визначається як розширення ареалу та/або чисельності меншого хижака після зменшення чи видалення більшого хижака». Одним із наслідків цього є те, що ці мезохижі можуть діяти як падальники, прибираючи трупи мертвих тварин, викинуті людьми в міських районах.
Мезохижі тварини, як частина грип м’ясоїдних ссавців, відіграють важливу роль в екосистемі завдяки їхньому потягу до здобичі та впливу на її функціональність і структуру. Вони є важливою частиною екологічної функції, оскільки їхній малий чи середній розмір дозволяє їм розсіювати насіння, чого не можуть гіперхижаки. Мезохижаки транспортують насіння у відкритому просторі на відстань до одного кілометра та розсіюють насіння на відстані від 600 до 750 метрів одне від одного. Середовища існування мезохижаків швидко змінюються через урбанізацію, фрагментацію середовища існування та вирубку лісів, що є загрозою для виживання цих тварин через втрату середовища існування та може призвести до зменшення видів. Деякі мезохижаки дуже швидко пристосувалися до постійно мінливих умов існування порівняно з іншими мезохижаками, наприклад, койот (Canis latrans) на північному сході Північної Америки.

## Галерея

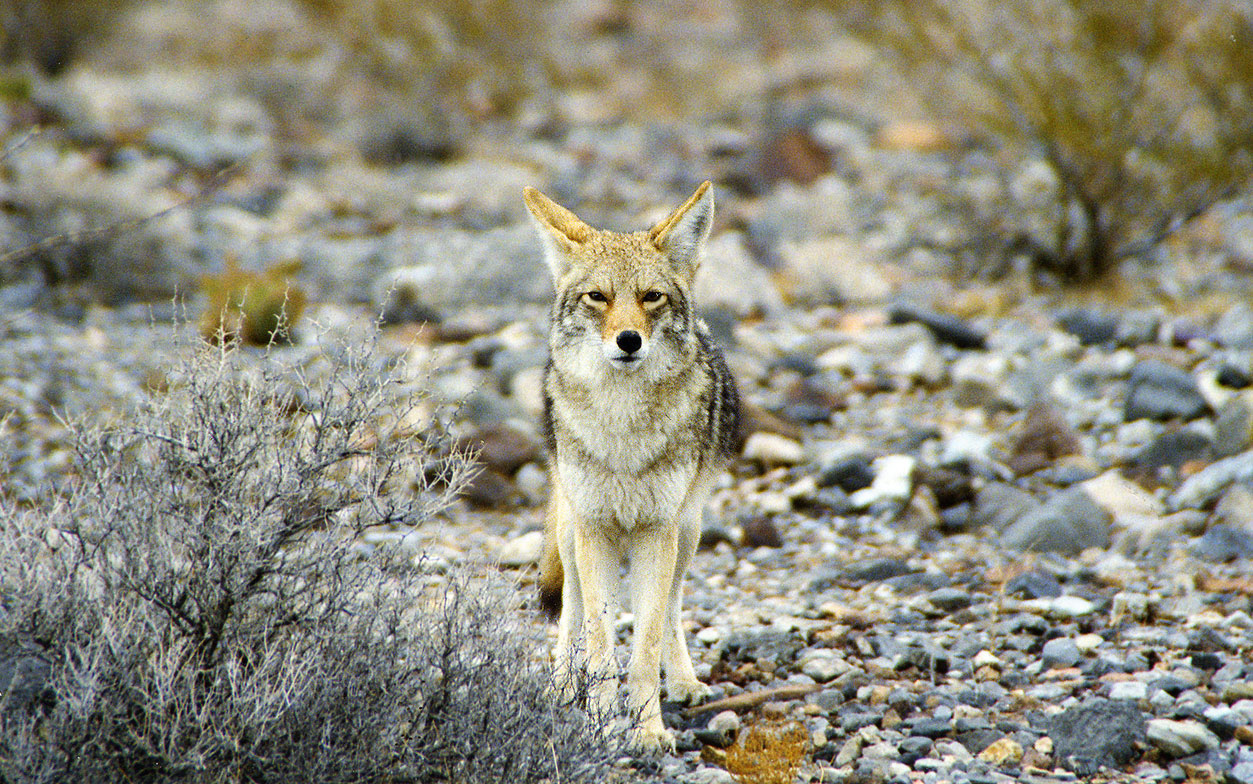
Койот (Canis latrans)
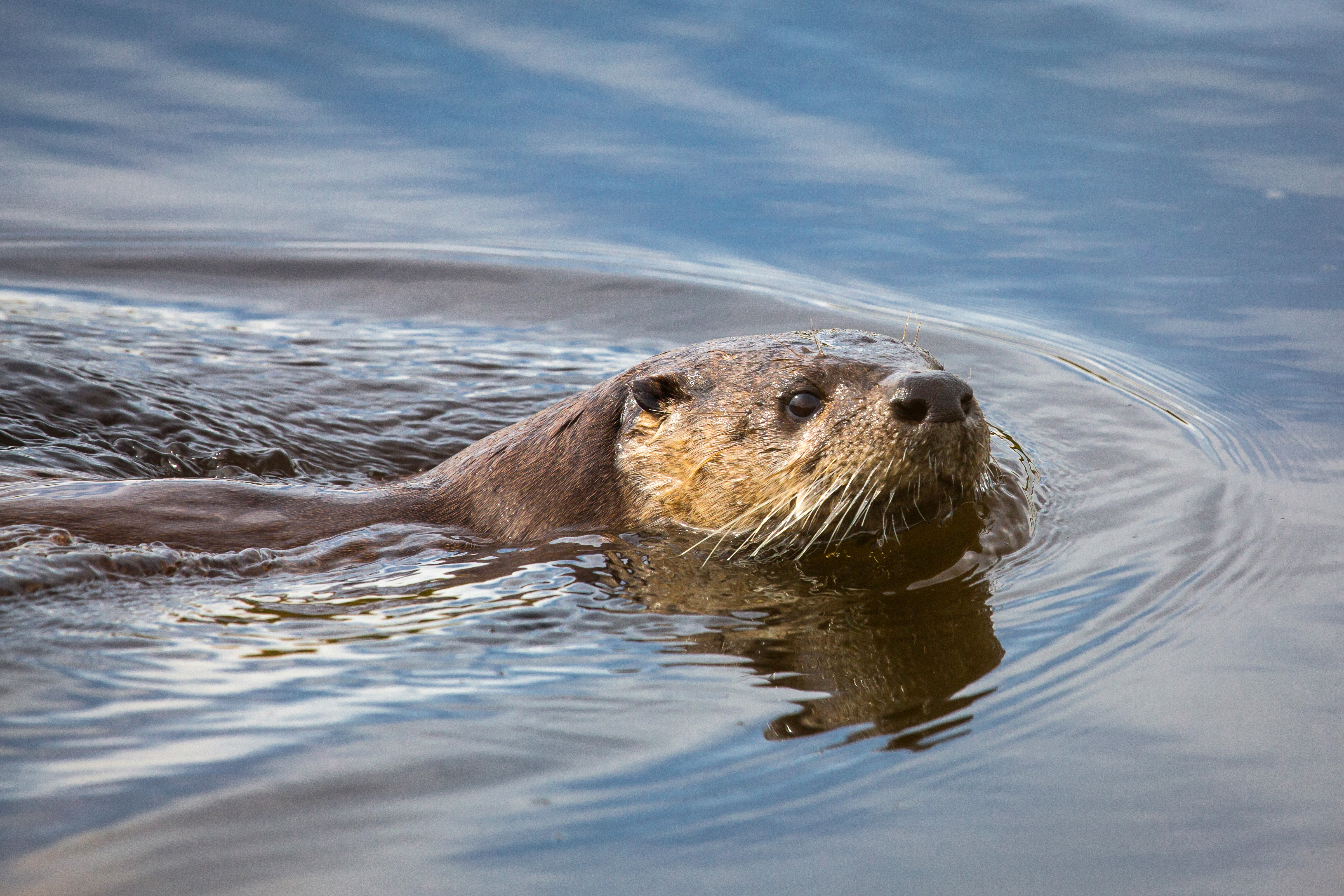
Видра (Lontra canadensis)
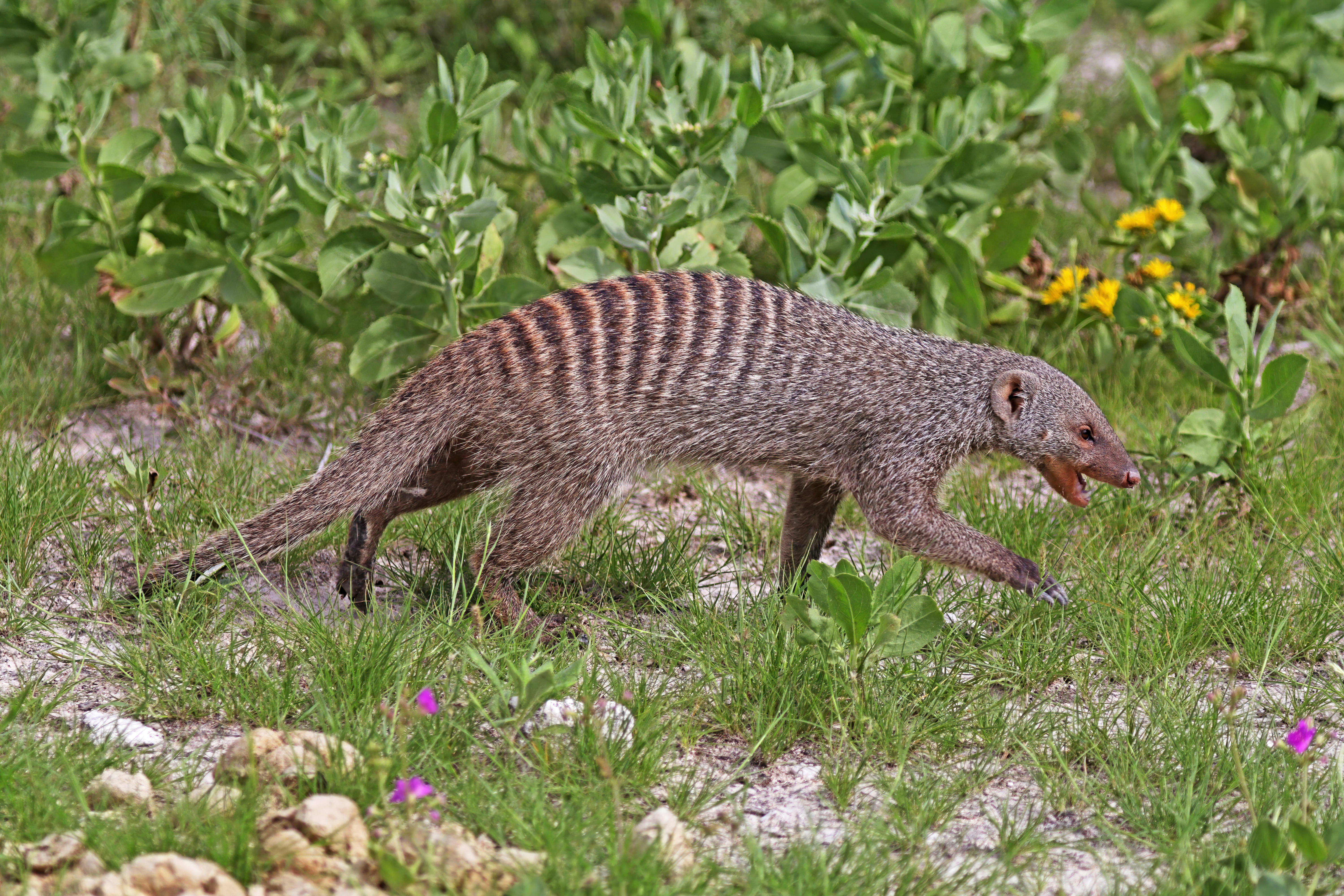
Мангуст (Mungos mungo)
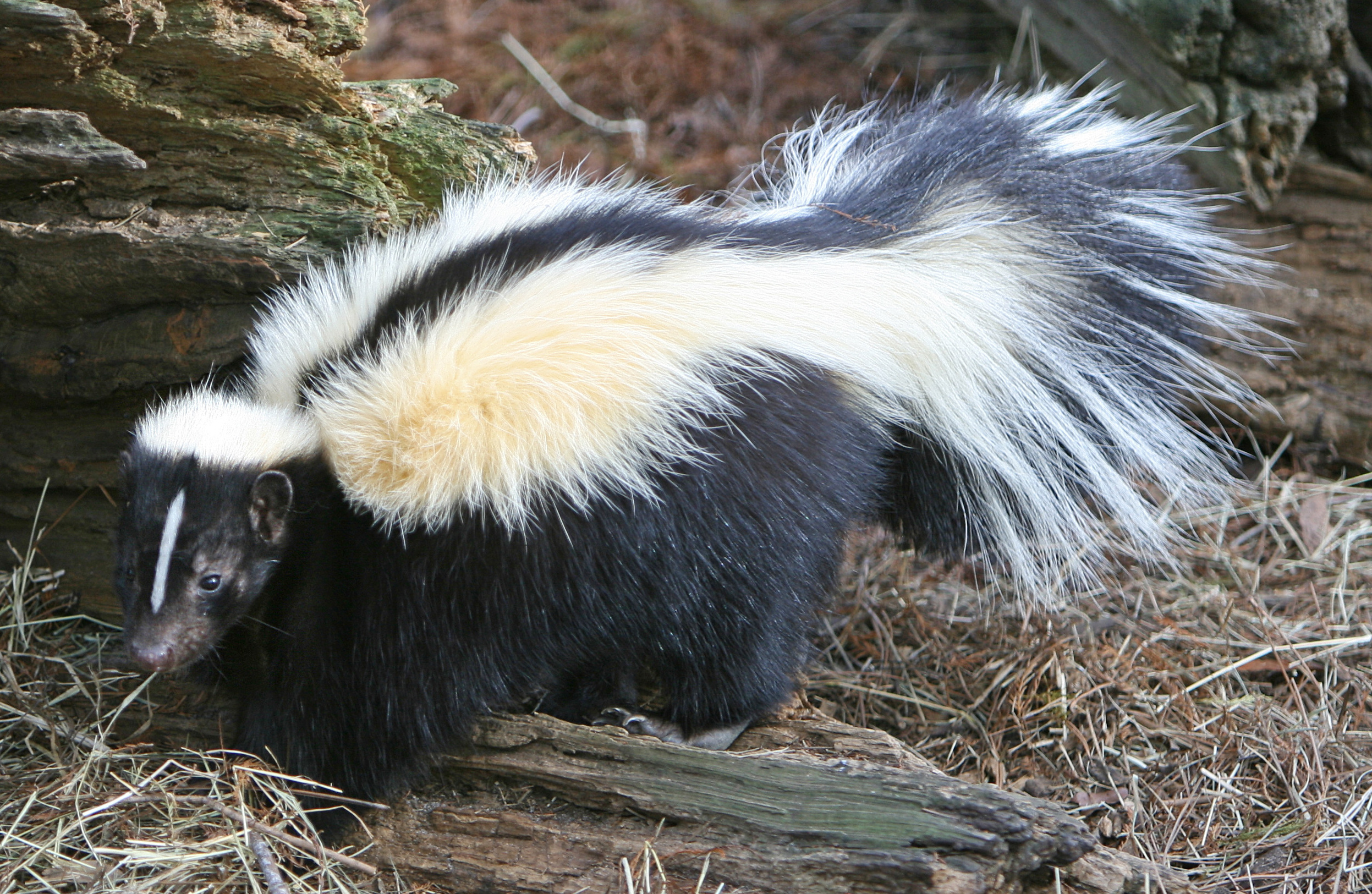
Скунс смугастий (Mephitis mephitis)